# Paulo Corrêa (político)
Paulo José Araújo Corrêa (Campo Grande, 24 de julho de 1957) é um engenheiro civil e político brasileiro filiado ao Partido da Social Democracia Brasileira. Atualmente exerce seu sexto mandato como deputado estadual em Mato Grosso do Sul.
Foi secretário estadual de Habitação e Desenvolvimento Urbano no Governo Pedro Pedrossian, e é deputado estadual desde 1997, cumprindo atualmente seu sexto mandato. Foi filiado ao PTB, PL, PR e está no PSDB desde abril de 2018.

## Biografia

### Carreira política
Corrêa se filiou ao Partido da Frente Liberal (PFL), onde disputou sua primeira eleição. Candidato a deputado estadual em 1994, Corrêa obteve 11.066 votos e ficou como primeiro suplente. Três anos depois, assumiu a vaga no parlamento estadual ocupando o lugar de Eder Brambilla, eleito prefeito de Corumbá nas eleições de 1996.
Foi secretário de estado de habitação e desenvolvimento urbano de Mato Grosso do Sul durante o segundo governo de Pedro Pedrossian. Nesse período, desenvolveu o Programa Desfavelamento, que eliminou núcleos de favelas de Campo Grande.
Deixou o PFL e filiou-se ao Partido Trabalhista Brasileiro (PTB), pelo qual disputou as eleições de 1998, sendo reeleito com 13.051 votos. Neste segundo mandato, presidiu a Comissão Parlamentar de Inquérito do Leite, a CPI do Leite, que apurou denúncias de irregularidades no setor. 
Em 2000 passou a fazer parte do Partido Liberal (PL) que em 2006 transformou-se em Partido da República (PR) devido à fusão com o PRONA (Partido da Reedificação da Ordem Nacional). Foi reeleito em 2002 com 19.851 votos.
Nas eleições de 2006, mais uma vez candidatou-se a deputado estadual com 32.501 votos. Durante o mandato o político presidiu a Comissão Permanente de Meio Ambiente e Desenvolvimento Sustentável da Assembleia Legislativa de MS.  Atuou como presidente da Comissão Parlamentar de Inquérito da Enersul, a CPI da Enersul, instaurada com o objetivo de analisar reajustes nas contas de energia elétrica residenciais, comerciais e industriais, visando detectar e coibir abusos que refletiam no orçamento dos cidadãos.
Em 2013 o parlamentar assumiu a presidência da Comissão Permanente de Indústria, Turismo e Comércio da Casa, atuando na busca de mais empresas para o Estado, com o principal objetivo de gerar novas vagas de emprego e melhorar a renda dos trabalhadores Sul-Mato-Grossenses. 
Superando a eleição anterior, nas eleições de 2014 Paulo Corrêa foi eleito com 39.540 votos, sendo o segundo deputado mais votado do Mato Grosso do Sul. O ano de 2014 foi marcado ainda por ações importantes em prol do Estado. 
Durante o ano de 2015 o deputado Estadual Paulo Corrêa realizou ações importantes para o crescimento do Estado e defesa do direito da população. Liderou o Bloco Suprapartidário formado pelos pequenos partidos (PR, PDT, PTdoB, PSB, DEM, e PEN) e foi eleito presidente da Comissão de Turismo, Indústria e Comércio da Assembleia. 
Foi eleito presidente da Comissão para Acompanhamento do Preço do Óleo Diesel, realizando um trabalho inédito em Mato Grosso do Sul. Oficializou na Assembleia a proposta de utilizar o dinheiro destinado ao pagamento do juru da dívida de MS com a União para aquisição propriedades particulares consideradas indígenas. 
Em outubro de 2015 foi eleito relator da Comissão Parlamentar de Inquérito (CPI) do Conselho Indígenas Missionário (CIMI), que teve o objetivo de investigar se o CIMI incentiva invasões de terras em Mato Grosso do Sul e eleito também membro da Comissão Parlamentar de Inquérito (CPI) que investiga a “ação/omissão do Estado de Mato Grosso do Sul nos casos de violência praticada contra os povos indígenas, entre os anos de 2000 e 2015, e que está em andamento na Casa de Leis. 
Na área da saúde apresentou o projeto que criou a Lei Nº 4.871 que garante atendimento domiciliar a todos os pacientes crônicos acamados em Mato Grosso do Sul. 
Em 2017 Paulo Corrêa foi reeleito para presidir a Comissão Permanente de Turismo, Indústria a Comércio da Assembleia e imediatamente iniciou discussões junto à Federação das Indústrias, Governo do Estado e à empresa Brave Brasil Veículos Elétricos, visando instalar em Mato Grosso do Sul a primeira montadora de carros elétricos do Brasil e criar um pólo tecnológico no Estado. O projeto está em andamento e a empresa doou para o Estado um carro elétrico que é utilizado para a manutenção do Parque das Nações Indígenas.
Paulo Corrêa também presidiu em 2017 a CPI (Comissão Parlamentar de Inquérito) das Irregularidades Fiscais e Tributárias de Mato Grosso do Sul, que ficou conhecida como CPI da JBS, investigou denúncias de irregularidades e resultou no bloqueio de R$ 730 milhões da empresa para ressarcimento do Estado pelos danos causados pelo descumprimento dos Termos de Acordo de Regime Especial.
Com a morte do ex-governador de Mato Grosso do Sul, Pedro Pedrossian, no dia 22 de agosto de 2018, Paulo Corrêa homenageou o político criando a lei que transformou o Parque dos Poderes em Parque Pedro Pedrossian.
No ano de 2018, Paulo Corrêa comemorou a aprovação da Lei Nº 5.235, de sua autoria, (Lei de Pagamento de Serviços Ambientais), que criou a Política Estadual de Preservação dos Serviços Ambientais e o Programa Estadual de Pagamento Serviços Ambientais, ficando conhecida como Lei dos Produtores de Água, um projeto de sua autoria que autoriza o Estado a recompensar o cidadão que de alguma forma contribuir para a preservação e recuperação do meio ambiente.
Em abril de 2018, Corrêa filiou-se ao PSDB (Partido da Social Democracia Brasileira)..
Nas eleições de 2018 Paulo Corrêa foi reeleito com 27.664 votos para continuar representando a população de Mato Grosso do Sul no parlamento estadual.  
Em primeiro de fevereiro de 2019 foi eleito presidente da Assembleia Legislativa de Mato Grosso do Sul para o biênio 2019-2020.

Na presidência da Casa de Leis assumiu o compromisso de enfrentar, junto com os demais deputados, os desafios gerados pela crise econômica e pelos problemas sociais, destacando a necessidade do Legislativo trabalhar sempre em conjunto com os outros poderes em busca de suprir as demandas em todas as áreas da sociedade.